# كاتدرائية بورج
كاتدرائية بورجيه أو كارتدرائية القديسة إتيان في بورجيه (بالفرنسية: Cathédrale Saint-Étienne de Bourges) كاتدرائية رومانية كاثوليكية، تم بناؤها بين أواخر القرن الثاني عشر ونهاية القرن الثالث عشر في مدينة بورج، فرنسا. وهي مقر أبرشية ومطرانية الروم الكاثوليك في بورج. وقد تم إدراج الكاتدرائية على لائحة مواقع التراث العالمي لليونسكو عام 1996.

## النشأة

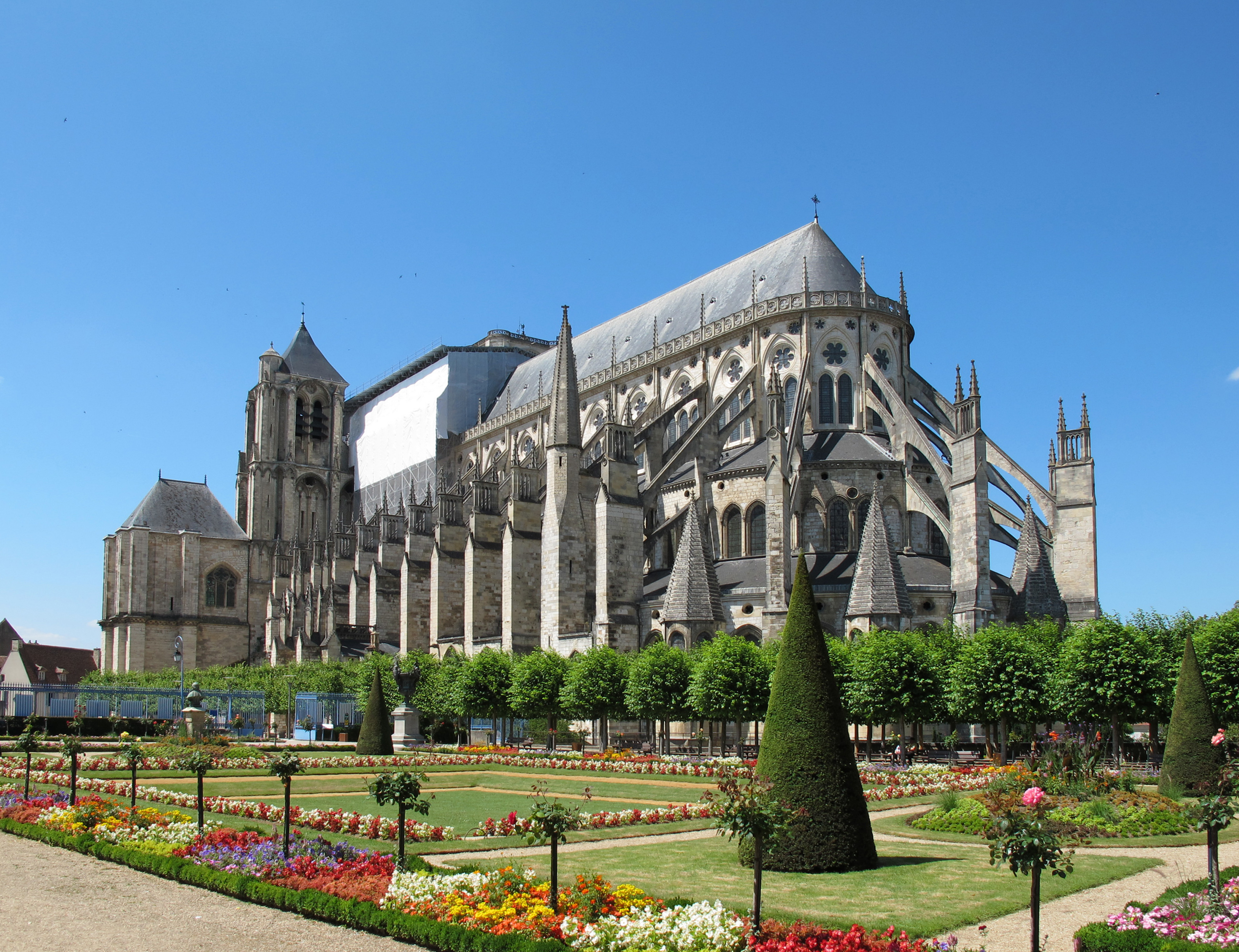
الكاتدرائية خلال النهار

كان المكان الذي تشغله الكاتدرائية الحالية، الذي كان في أحد الأيام الزاوية الشمالية الشرقية لما للمدينة الغالية الرومانية المسورة، موقعًا للكنيسة الرئيسية للمدينة منذ العصور الكارولينجية على الأقل وربما منذ تأسيس الأبرشية في القرن الثالث.
بُنيت الكاتدرائية الحالية كبديل لهيكل يعود إلى منتصف القرن الحادي عشر، كانت قد تبقّت منه آثار في السرداب. تاريخ بدء البناء غير معروف، لكن هناك وثيقة تعود لعام 1195، ويشير سجل نفقات أعمال إعادة البناء في هذه الوثيقة إلى أنه كان قيد التنفيذ في ذلك التاريخ. يُظهر واقع أن النهاية الشرقية للكاتدرائية تبرز خارج خط الجدران المسورة لمدينة غالو-رومان وأن الإذن الملكي لهدم هذه الجدران لم يُمنح حتى عام 1183، أن العمل على التأسيس لا يمكن أن يكون قد بدأ قبل ذلك التاريخ. ولذلك، يُعتبر الطور الرئيسي من البناء متزامنًا تقريبًا مع كاتدرائية شارتر (بدأ 1194)، نحو 200 كم للشمال الغربي. كما هو الحال مع معظم كاتدرائيات بواكر العمارة القوطية والعليا، فإن هوية المعماري مجهولة.
كان مجلس الكورال قيد الاستخدام (لكنه لم يكن مكتملًا بالضرورة) بحلول عام 1214 واكتمل صحن الكنيسة بحلول عام 1255. في النهاية، قُدِّس المبنى عام 1324. اكتملت معظم الواجهة الغربية عام 1270، لكن العمل استمر على الأبراج بشكل أبطأ، ويعود السبب جزئيًا إلى الطبقات الصخرية غير الملائمة تحت الموقع. أدت المشاكل الإنشائية مع البرج الجنوبي إلى بناء البرج الداعم المُتاخم في منتصف القرن الرابع عشر. اكتمل بناء البرج الشمالي نحو نهاية القرن الخامس عشر لكنه انهار عام 1506، مُدمرًا الجزء الشمالي من الواجهة التي ما زالت قيد التنفيذ. أعيد بناء البرج الشمالي وبوابته فيما بعد بطراز معاصر أكثر.
من الشخصيات المهمة في حياة الكاتدرائية خلال القرن الثالث عشر: ويليام دو دونجون الذي كان رئيس أساقفة من عام 1200 حتى وفاته عام 1209 (وجرى ترسيمه من قِبل البابا عام 1218 وأصبح القديس ويليام من بورج) بالإضافة إلى ابن أخته، فيليب بيروير (رئيس أساقفة 1236 – 1261)، الذي أشرف على المراحل الأخيرة من البناء.
في أعقاب دمار معظم قصر الدوقية وكنيسته خلال الثورة، جرى نقل تمثال مدفن الدوق جان دو بيري إلى سرداب الكاتدرائية، إلى جانب بعض لوحات الزجاج المعشق التي تُظهر أنبياء ذوي مكانة، والمُصمَّمين من قِبل آندريه بونفيو للكنيسة.
بشكل عام، عانت الكنيسة أقل بكثير من بعض نظرائها خلال حروب فرنسا الدينية وخلال الثورة. أيضًا، كان موقعها آمنًا نسبيًا من الخراب الناجم عن كلتا الحربين العالميتين.

## التصميم
تُعتبر الكارتدرائية إحدى أبرز أعمال الفن القوطي، إذ إنّ لوحتها الواقعة فوق جبهة البناء وتماثيلها وزخارف زجاجياتها هي في غاية الإتقان. تدلّ هذه الكاتدرائية على عظمة المسيحية في فرنسا خلال القرون الوسطى.

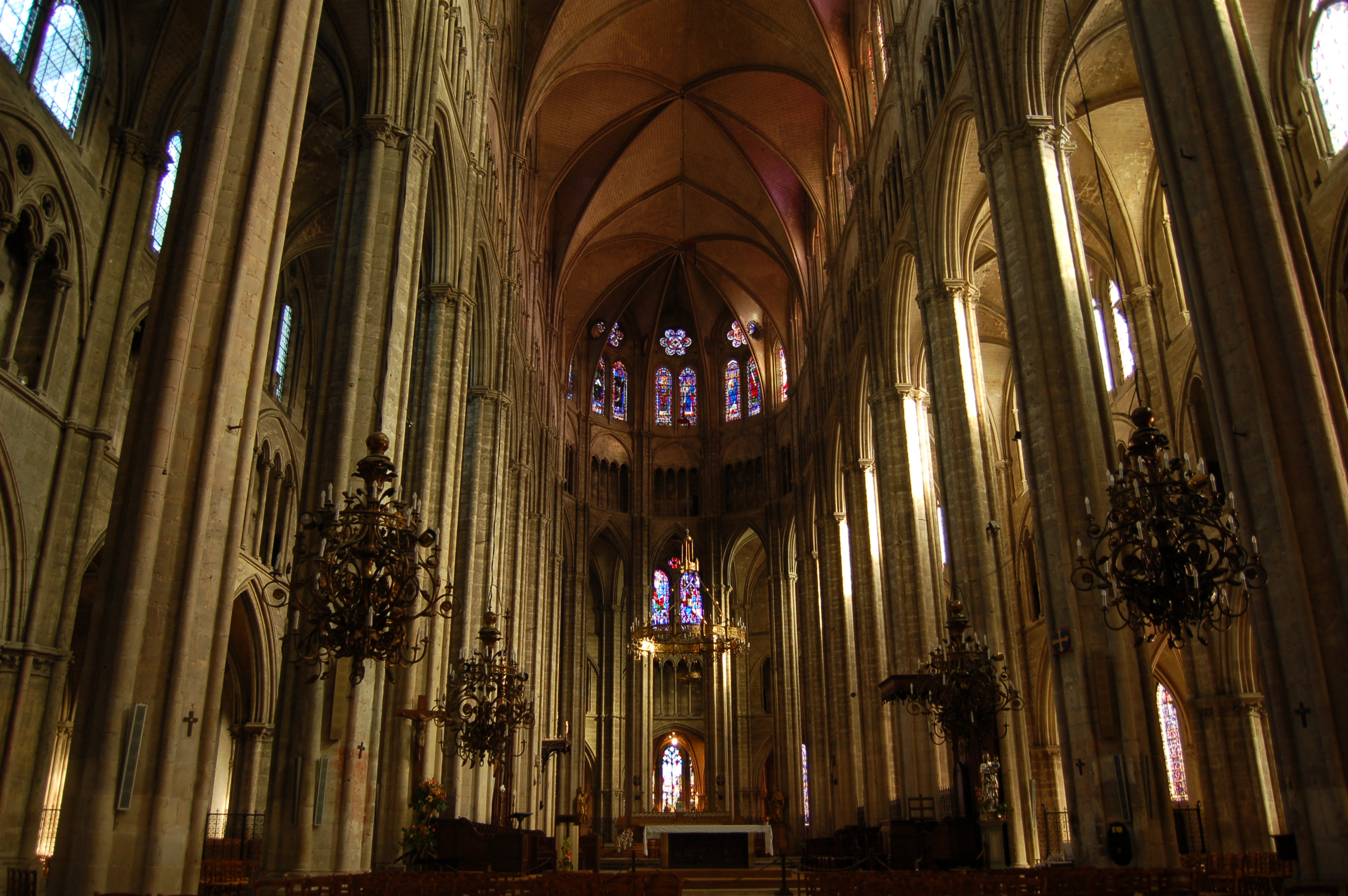
داخل الكاتدرائية
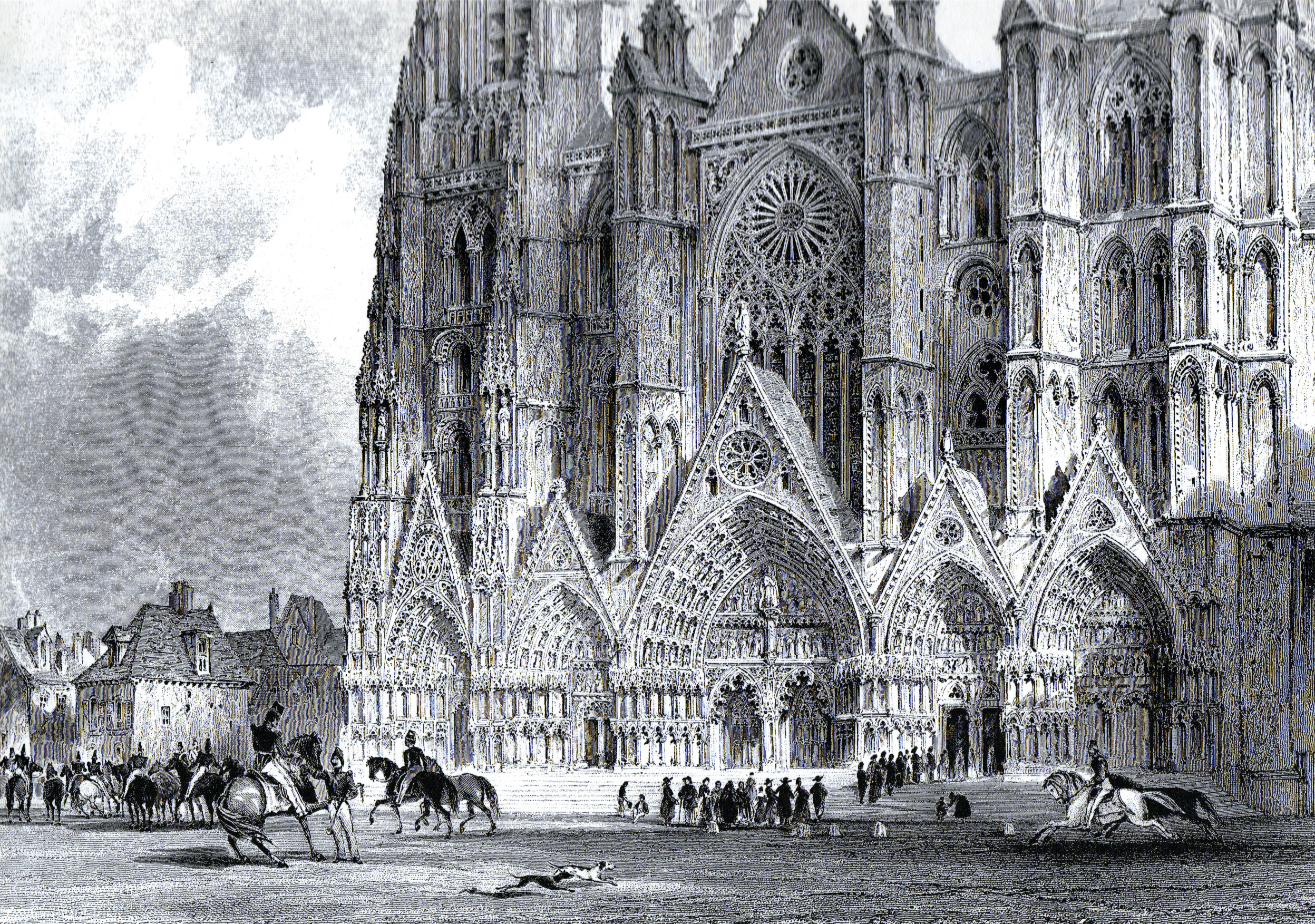
الواجهة الغربية عام 1840
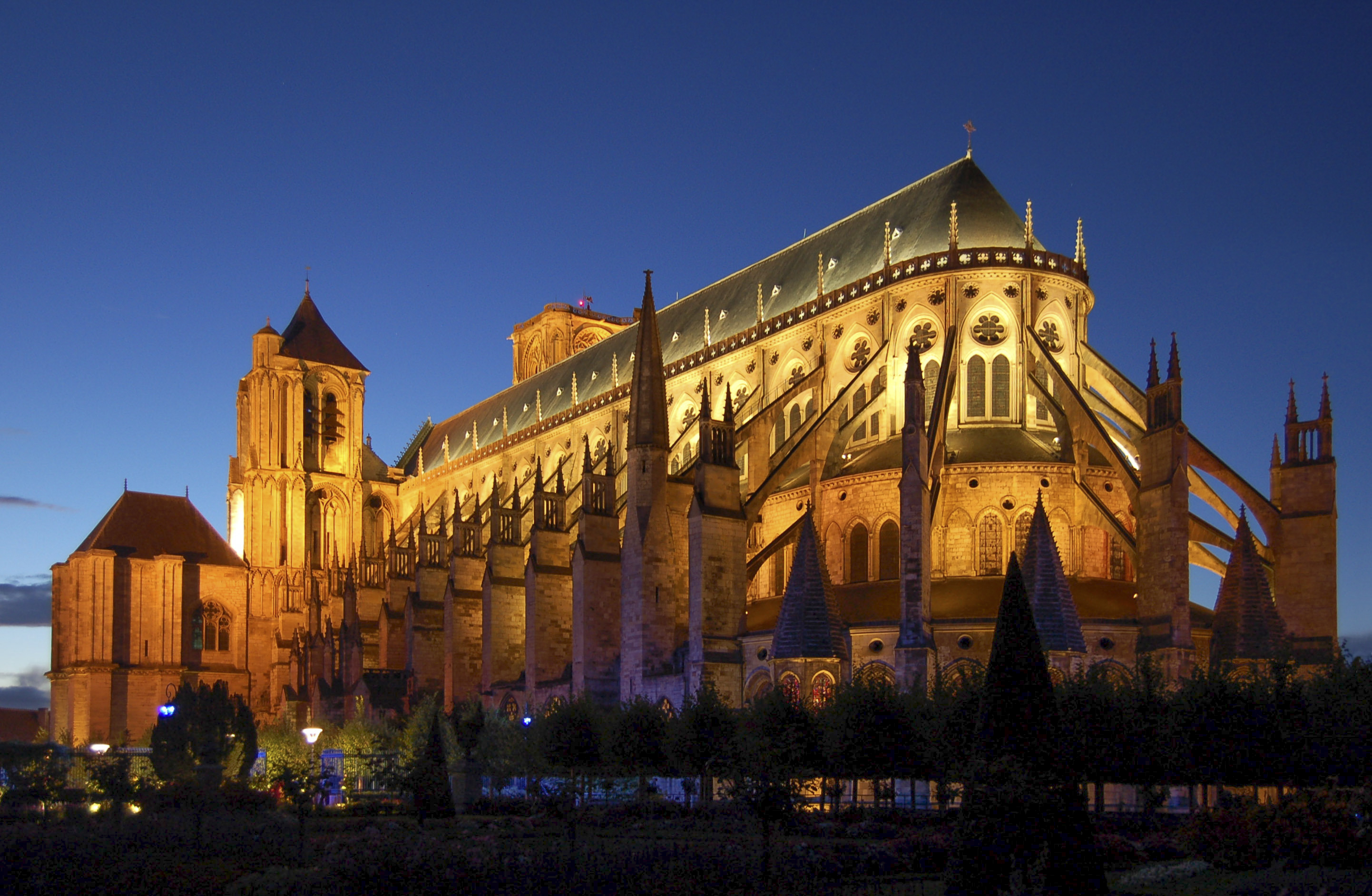
الكاتدرائية ليلا
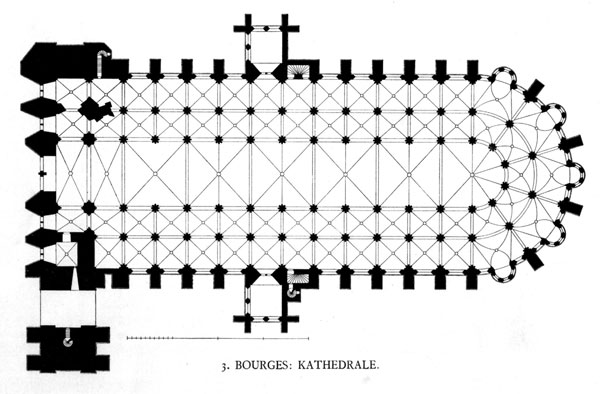
مخطط الطابق الأول

## وصلات خارجية
- كاتدرائية بورجيه: وجهات مقدسة
- تاريخ العمارة القوطية في بورجيه
- مدينة بورجيه: كارتدرائية القديسة إتيان
- الزجاج الملون من القرن الثالث عشر في كاتدرائية بورجيه